# 舍门将军号事件
舍门将军号事件（英語：General Sherman Incident）1866年发生的美国武装商船与朝鲜王朝军队冲突事件。朝鲜民主主义人民共和国将这一事件作为朝鲜近代史的开端。

## 背景
美国希望加大对东方的贸易，而朝鲜王朝则采取闭关锁国政策。1845年美国纽约州议员、众议院公共建築和場地委員會主席普萊特就向众议院提交过《擴展美國商業-日韓使團提案》；1853年1月一艘美国船只驶入朝鲜东莱府的龙堂浦。

## 过程

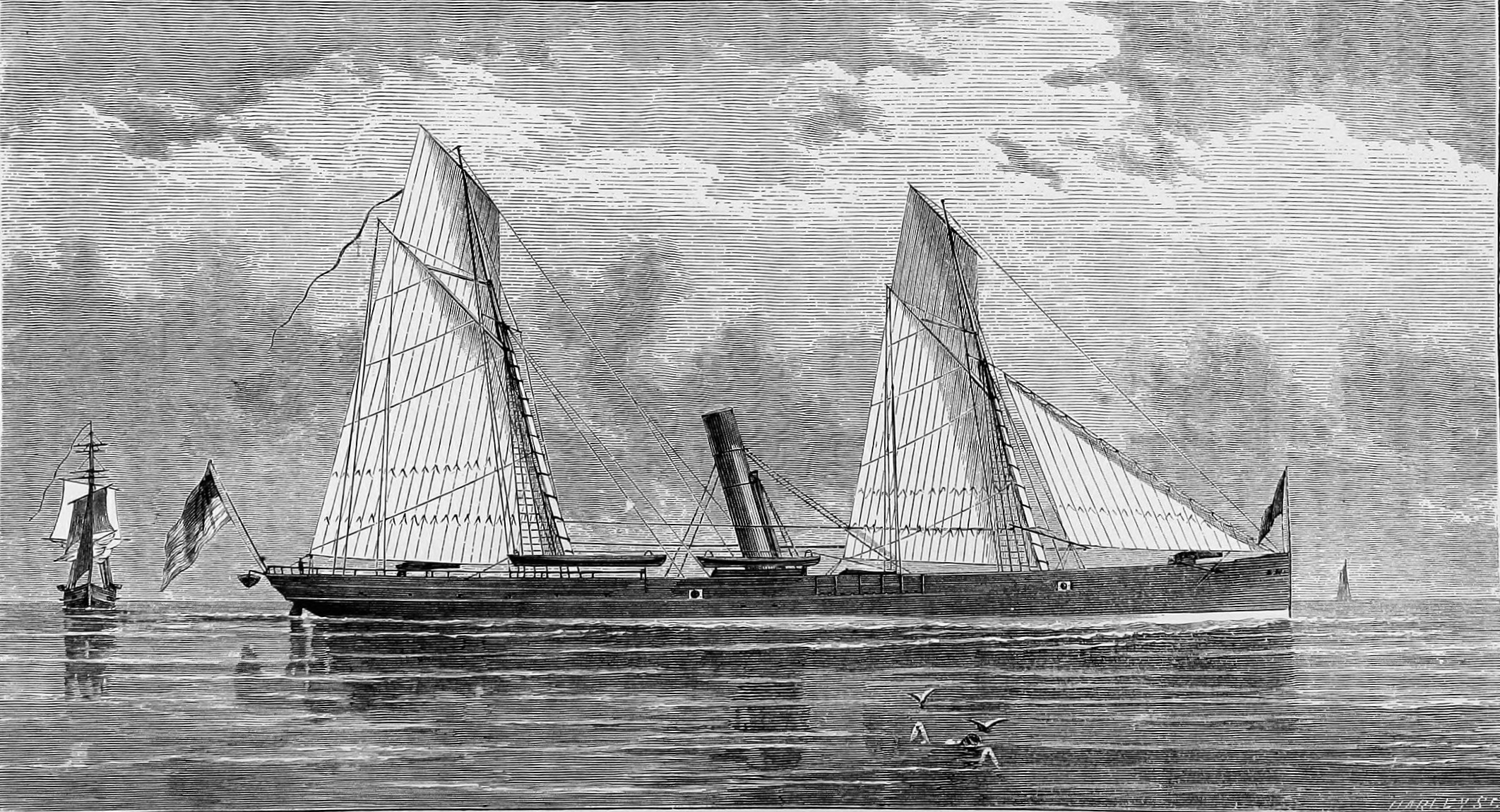
疑為「謝爾曼將軍」號的USS Princess Royal

「謝爾曼將軍」號為英國建造的中插板雙桅縱帆船，原名可能是「皇家公主」號，其歷史眾說紛紜。一種說法是它是艘封鎖線突破船，1863年1月闖封鎖線時在南卡羅來納州查爾斯頓附近被聯邦海軍捕獲而入海軍服役，於南北戰爭後退役，於1865年8月公開拍賣，並更名為「謝爾曼將軍」號（SS General Sherman）。美国在华商人普雷斯顿（W. B. Preston）得到英国驻天津密迪士商会（Meadows & Co）的支持，将它装备为武装商船，去朝鲜贸易。船长及驾驶员均为美国人，水手多为中国人，还有3名马来人。李八行为笔谈翻译，英国人何各斯（George Hogarth）为朝鲜语翻译，英国圣公会传教士托马斯（Rev Robert Thomas，中文名崔兰轩）乘该船赴朝鲜传教。
1866年8月8日，从中国芝罘（烟台）出发，8月18日（阴历七月九日）该船到达大同江口，溯江而上，至黄海道黄州，黄州牧使丁大植、翻译李容肃等登船，禁止贸易，但该船人员不予理睬。8月22日（阴历七月十三日）到达平壤府。平安道中军李玄益不准其贸易和传教。命立即退去。平壤地方政府4次给予他们白米、牛肉、鸡蛋、柴薪等，让他们原地待命，等待中央政府指令。但舍门将军号继续溯江而上，崔兰轩等人上岸侦察，准备盗掘当地王陵。李玄益驾船追击，遭船员囚禁。舍门将军号以1000石白米、大量金银和人参作为撤退条件。平壤府庶尹申泰鼎要求释放李玄益被拒，引发冲突。平安道观察使朴珪寿督战。因江水过浅，舍门将军号无法施展，于9月2日（阴历七月二十四日）被数百艘装满茅草、浇足了油的火船焚毁，船员全部死亡。一名叫朴春权的退伍军人只身救出了李玄益。崔兰轩爬上岸，被打死。朝鲜在这次事件中共有7人死亡，5人受伤。

## 事后

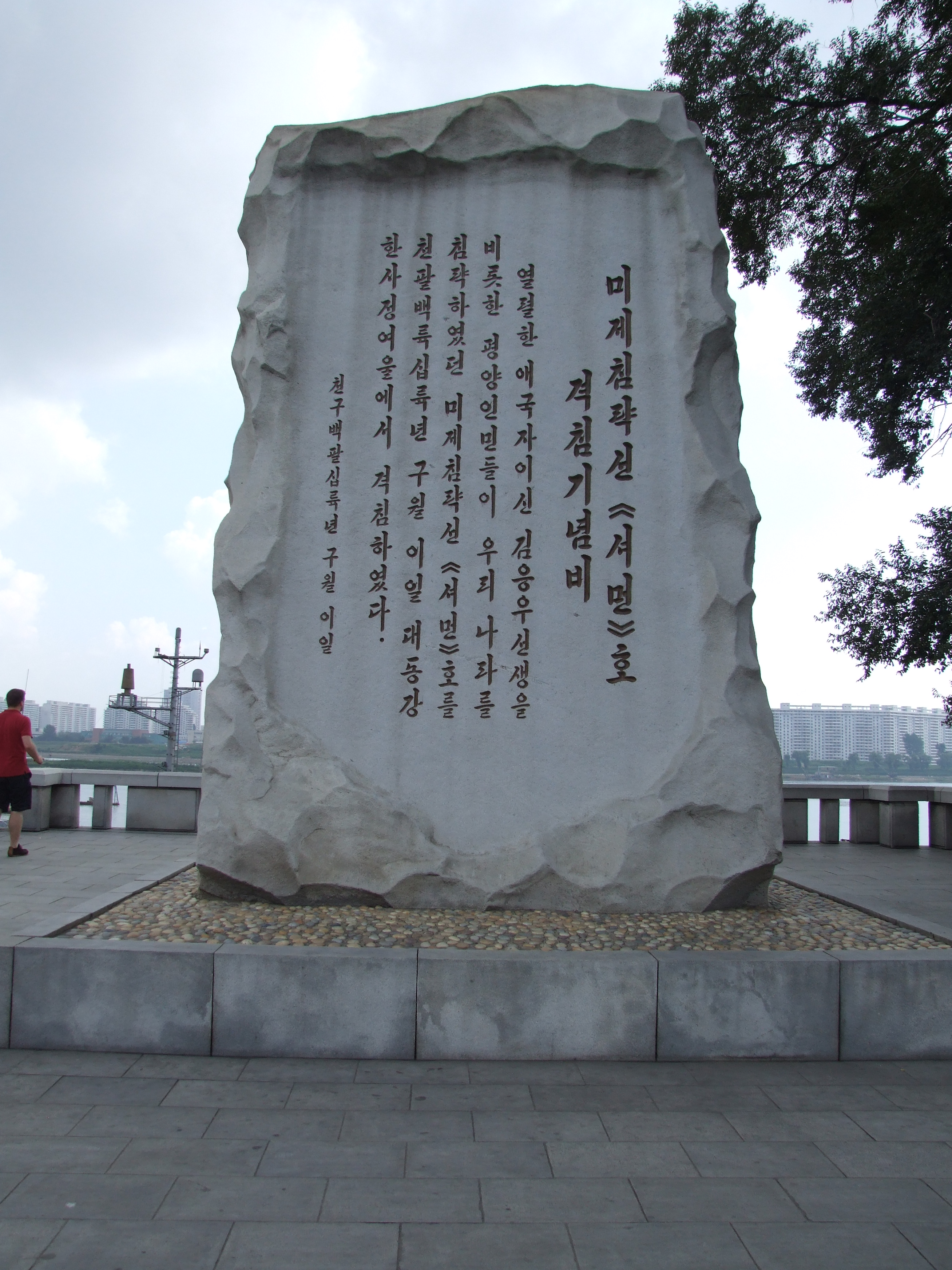
平壤的謝爾曼將軍號紀念石碑

1871年美国对此进行了报复（辛未洋扰）。舍门将军号上的两门大炮，现在分别陈列于朝鲜国立中央历史博物馆和民族解放斗争博物馆中。金日成在自傳《與世紀同行》称曾祖父金膺禹参加了焚毁舍门将军号，1986年朝鲜政府将这一事蹟刻在大同江边的石碑上。2006年朝鲜政府发行舍门将军号事件纪念邮票。
1968年1月22日美国间谍船普韋布洛號通用環境研究艦在元山外海距海岸约12海里处遭朝鲜一艘猎潜艇、四艘鱼雷快艇追擊、包圍、俘获。1998年普韦布洛号被拖平壤大同江畔舍门将军号事件发生地。

## 争议
1960年代开始，朝鲜民主主义人民共和国历史学家称金日成的曾祖父金膺禹参加了这次冲突。但国际上无法找到有关证据。